# П'єл (Вісконсин)
П'єл (англ. Piehl) — місто (англ. town) в США, в окрузі Онейда штату Вісконсин. Населення — 74 особи (2020).

## Демографія
Згідно з переписом 2010 року, у місті мешкало 86 осіб у 41 домогосподарстві у складі 27 родин. Було 102 помешкання
Расовий склад населення:
| - 98,8 % — білих - 1,2 % — азіатів |

До двох чи більше рас належало 0,0 %. Частка іспаномовних становила 0,0 % від усіх жителів.
За віковим діапазоном населення розподілялося таким чином: 16,3 % — особи молодші 18 років, 61,6 % — особи у віці 18—64 років, 22,1 % — особи у віці 65 років та старші. Медіана віку мешканця становила 50,5 року. На 100 осіб жіночої статі у місті припадало 87,0 чоловіків;  на 100 жінок у віці від 18 років та старших — 94,6 чоловіків також старших 18 років.
Середній дохід на одне домашнє господарство  становив 77 791 долар США (медіана — 31 000), а середній дохід на одну сім'ю — 109 496 доларів (медіана — 35 833). За межею бідності перебувало 15,1 % осіб, у тому числі 25,0 % дітей у віці до 18 років та 0,0 % осіб у віці 65 років та старших.
Цивільне працевлаштоване населення становило 29 осіб. Основні галузі зайнятості: освіта, охорона здоров'я та соціальна допомога — 27,6 %, виробництво — 24,1 %, роздрібна торгівля — 17,2 %, науковці, спеціалісти, менеджери — 17,2 %.